# Municipio de Granados
El Municipio de Granados es uno de los 72 municipios que constituyen el estado mexicano de Sonora. Se encuentra localizado al este del estado en la zona de la Sierra Madre Occidental. Su cabecera municipal y única localidad activa en su territorio es el pueblo de Granados. Fue nombrado como municipio el 16 de abril de 1932, separándose del de Moctezuma.
Según datos del Censo de Población y Vivienda realizado por el Instituto Nacional de Estadística y Geografía (INEGI) en 2020, el municipio tiene una población total de 1099 habitantes y posee una superficie territorial de 363,93 km², siendo uno de los más pequeños en extensión y menos poblados del estado. Su producto interno bruto per cápita es de USD 10 900, y su índice de desarrollo humano (IDH) es de 0.7290.

## Descripción geográfica

### Ubicación
Granados se localiza al este del estado entre las coordenadas geográficas 29° 52' de latitud norte, y 109° 17' de longitud oeste; a una altitud promedio de 850 metros sobre el nivel del mar.
El municipio colinda al norte con el municipio de Huásabas; al sur con Divisaderos; al este con Bacadéhuachi y al oeste con Moctezuma.

### Orografía e hidrografía
Generalmente posee un territorio accidentado, sus principales elevaciones son: la sierra de los Chinos, Potrero y la Bacatejaca. Sus suelos se componen de feozem, cambisol y regosol, y su uso es ganadero, forestal y agrícola. El municipio pertenece a la región hidrológica Sonora Sur. Sus recursos hidrológicos son proporcionados principalmente por los ríos: Bavispe y Aros; así como los arroyos: Jalisco y Álamos; así como las represas: Los Bevelamas, La Tinaja, El Mezquite, Los Chinos y El Batamote

## Gobierno
Su forma de gobierno es democrática y depende del gobierno estatal y federal; se realizan elecciones cada 3 años, en donde se elige al presidente municipal y su gabinete. El actual presidente es María Guadalupe Amavizca Moreno, Militante del PRI (Partido Revolucionario Institucional)El municipio cuenta con 5 localidades, las cuales dependen directamente de la cabecera del municipio, las más importantes son: Granados (cabecera municipal), El Carrizal Quemado, La Higuera y Carachimaca.

## Personas destacadas
- Sigifredo Noriega Barceló (1951-): religioso y obispo de la diócesis de Ensenada.